# Alix d'Eu
Alix d'Eu, née v. 1180 et morte le 14 mai 1245, est de plein droit (suo jure) comtesse d'Eu, baronne d'Hastings (1191-1245) et de Tickhill dans le Yorkshire. Elle est la dernière dirigeante du comté d'Eu des Richardides issus de la maison de Normandie.
Riche héritière, Alix d’Eu est membre de la haute aristocratie anglo-normande. Elle épouse Raoul Ier d'Exoudun, en 1190 ou 1191, faisant passer l'héritage familial dans la maison de Lusignan,.

## Biographie

### Famille
Alix est la fille d'Henri II (♰ 1190/91), comte d'Eu, baron d'Hastings et de Mathilde de Warenne (♰ av. 1228), fille d'Hamelin d'Anjou (v. 1130-1202) et d'Isabelle de Warenne (♰ 1203), comtesse de Surrey. Elle hérite d'Eu et d'Hastings à la mort de son père en 1191 ; ses frères aînés étant tous les deux morts prématurément. Alix a une sœur cadette, Jeanne d'Eu (♰ 1252) vicomtesse de Crieul.
Elle descend par sa mère de Geoffroy V Plantagenêt (1131-1151), comte d'Anjou et du Maine, et est apparentée aux rois d'Angleterre, Richard Cœur de Lion et Jean sans Terre, cousins de son père Henri II d'Eu.

#### Anthroponyme
Elle porte le prénom de sa grand-mère paternelle, Alix d'Aubigny, fille de Guillaume d'Aubigny (♰ 1176), 1er comte d'Arundel, et d'Adélaïde de Louvain (v. 1103-23 avr. 1151), veuve de Henri Ier (v. 1068-1er déc. 1135), roi d'Angleterre.

### Un héritage constamment morcelé
À la mort de Richard Cœur de Lion, son mari Raoul Ier d'Exoudun prête serment à son successeur, Jean sans Terre, en 1200 et obtient en retour la terre poitevine de Civray,. Pourtant, le roi d’Angleterre enlève cette même année Isabelle d'Angoulême, la fiancée du frère aîné de Raoul, Hugues IX le Brun, ce qui pousse les Lusignan à réclamer justice auprès du roi de France et à se révolter.
Jean sans Terre riposte et saisi les possessions anglaises d'Alix. Les fiefs normands sont attaquées et Raoul organise la défense et se retranche dans leur château de Drincourt, qu'il parvint à défendre jusqu'en 1202 contre les assauts du sénéchal de Normandie. La prise de la Normandie par Philippe II Auguste permet à Alix de retrouver ses riches possessions normandes mais elle perd ses possession anglaises.

#### Le Traité de Parthenay
En 1214, Raoul et son frère aîné, Hugues IX le Brun, rejoignent de parti du souverain anglais ce qui permet à Alix de retrouver tous ses droits et de se voir restituer les châteaux de Hastings et de Tickhill dans le Yorkshire. Le couple est alors privé de ses possessions normandes, mais le roi Jean leur accorde une forte compensation financière de 6000 livres tournois par an.
Son époux reste alors fidèle au roi d'Angleterre qui lui attribue en octobre la garde de toutes les terres de ses ennemis autour de sa baronnie d'Hastings, dans les comtés de Sussex et du Kent. Cependant le couple perd l'honneur de Tickhill que Robert de Vieuxpont arrache probablement avec l'appui des barons révoltés en 1215.

#### Décès de Raoul d'Exoudun
De retour de Damiette, Raoul Ier d'Exoudun meurt le 1er mai 1219. Son décès lève la condamnation pour trahison envers le roi de France qui ne pèse plus sur Alix. En août, elle signe le traité de Melun par lequel le souverain des francs lui rend le comté d'Eu et le fief de Roumare. Par ce traité, Philippe II Auguste lui impose une solide tutelle et réduit fortement le potentiel défensif et l'autonomie d'Alix et de son fils, le jeune Raoul II d'Exoudun (né vers 1207). À la fin de l'année 1220, Alix d'Eu réussi enfin à entrer en pleine possession de son héritage des deux côtés de la Manche.

#### Entre Plantagenêt et Capétiens
Cependant les intérêts politiques des Lusignan fragilisent les propriétés de la comtesse. Le traité de Bourges, en mai 1224, entre Hugues X de Lusignan, comte de la Marche, Geoffroy II de Lusignan, seigneur de Vouvant et vicomte de Châtellerault,, d'une part et Louis VIII, roi de France, d'autre part, provoquent leur retournement en faveur du camp capétien. Les Lusignan, par cet acte, ouvrent les portes du Poitou aux Capétiens. Comme les terres de son mari défunt en Poitou sont gardées par Hugues X de Lusignan jusqu'à la majorité de son fils et parce qu'il s'agit du seul moyen de pression de la couronne anglaise sur la famille, Henri III décide de confisquer les terres anglaises d'Alix.
Le 7 mai 1225, Alix passe un accord avec le roi à Westminster au milieu d'une grande cour composée de l'archevêque de Canterbury, de quatre évêques, du justicier Hubert de Bourg et de cinq comtes. Elle accepte de confier le château d'Hastings en gage au roi qui le tiendra jusqu'à ce que la paix ou une trêve soit signée entre lui et le roi de France. Le roi le lui rendra si elle paye la somme de 500 marcs qui correspond à la valeur totale d'un an de revenu de toutes ses terres anglaises.
L'accord proposé par Hubert de Bourg contraint Alix à utiliser ses relations familiales en France pour obtenir une trêve ou un traité acceptable pour le roi d'Angleterre et juguler ainsi les ambitions d'Hugues X de Lusignan et d'Isabelle Taillefer sur l'Aquitaine.
À cause de ses possessions dispersées dans trois espaces différents (Poitou, Normandie et Angleterre), le couple formé par Raoul Ier d'Exoudun et Alix d'Eu a rencontré de graves difficultés patrimoniales à partir du moment où ces trois espaces se sont dissociés, à la suite de l'émiettement des territoires Plantagenêt sur le continent (1200 puis 1224).
Si toute confiscation obère sévèrement les finances de la comtesse et de son fils, les baronnies anglaises sont de faible importance comparée au comté normand d'Eu. En 1242, Raoul II, fait le choix de renoncer à soutenir la révolte féodale de son cousin Hugues X de Lusignan, afin de conserver la faveur du roi de France et la possession du comté d'Eu. Les contraintes politiques des comtes d'Eu les ont éloigné des solidarités coutumières internes au groupe familial développées depuis plus d'un siècle et demi. Cette position, inhabituelle chez un membre du lignage, amorce le déclin du réseau familial.
En 1244, Henri III donne l'ordre de faire remettre à Alix d'Eu toutes les affaires qui se trouvaient sur ses terres anglaises, à nouveau confisquées, et le 18 février, il ordonne à la comtesse de remettre le château de Tickhill à un gardien royal qui le tiendra désormais pour le fils aîné du roi. À partir de cette date, le roi d'Angleterre assure la gestion des deux baronnies qui ne seront jamais restituées aux héritiers d'Alix.

### Décès
Alix d'Eu décède le 14 mai 1245 et est inhumée à La Mothe-Saint-Héray, en Poitou.

## Mariage et descendance
En 1190 ou 1191, Alix d'Eu épouse Raoul Ier d'Exoudun. C'est un mariage très politique, organisé par le roi Richard Cœur de Lion pour s'attacher la fidélité de la turbulente Maison de Lusignan.
Raoul d'Exoudun, (v. 1169-1er mai 1219) est le second fils d'Hugues le Brun (av. 1124-v. 1169) et d'Aurengarde d'Exoudun (av. 1124-v. 1174). Raoul reçoit en apanage de sa famille les châteaux et châtellenies d'Exoudun, La Mothe, Chizé, Benet, Villeneuve, Melle dans le Poitou. Il est le frère cadet d'Hugues IX le Brun (av. 1151-11 août 1219), seigneur de Lusignan (ap. 1171-1219) et comte de la Marche (1199-1219). Raoul a également pour frère utérin Hugues de Surgères (v.1174-1212),, vicomte baillistre de Châtellerault (1203-1212), dont il sera le successeur.
Le couple donne naissance à trois enfants :
- Raoul II d'Exoudun (v. 1207-2 septembre 1246), seigneur d'Exoudun, de Chizé, de Civray, de Melle, de Benet, de La Mothe, de Villeneuve, comte d'Eu[35],[36]. Il épouse en secondes noces Yolande de Dreux[37], fille du comte Robert II, et ont une fille unique :
  - Marie d'Exoudun (v. 1232-1er oct. 1260) mariée à Alphonse de Brienne dit d'Acre (v. 1227-1270)[38].
- Mathilde d'Exoudun[39] (v. 1207-14 août 1241)[40], mariée vers 1236 à Humphrey IV de Bohun (av. 1217-24 sept. 1275) 2e comte de Hereford, d'Essex[35],[36] ;
- Jeanne d'Exoudun[41] (v. 1208-3 octobre ap. 1220)[36],[42].

## Sceau et armoiries

### Sceau [1219-1229]
Avers : Navette, 55 × 35 mm,,,,.
Description : Écu burelé de vingt-trois pièces au lambel de sept pendants. Au-dessus et au-dessous de l'écu, une quintefeuille.
Légende : ✠ SIGILLVM • HAELIDIS • COMITISSE • AUGI
Légende transcrite : Sigillum Alix, comitisse Augi
Contre-sceau : Navette, 55 × 42 mm,,,,.
Description : Dame debout, de trois quarts à gauche, la tête de profil couverte par un touret, les cheveux coiffés en chignon. Sa robe longue est serrée à la taille par une ceinture. Elle porte un manteau court non doublé. Sur sa main gauche se trouve un oiseau qui retourne la tête vers elle. Dans sa main droite, une fleur de lys.
Légende : ✠ SIGILLVM • HAELIDIS • COMITISSE• AUGI
Légende transcrite : Sigillum Alix, comitisse Augi

### Armoiries [1219-1229]
| Blason | Blasonnement : Écu burelé d'argent et d'azur de douze pièces brisé d'un lambel de sept pendants de gueules Commentaires : Blason d'Alix, comtesse d'Eu, d'après les empreintes d'un sceau entre 1219 et 1229. |

Références,,,,

## Sources et bibliographie

### Sources diplomatiques
- « Chronique des comtes d'Eu, depuis 1130 jusqu'à 1390 », Recueil des historiens des Gaules et de la France, éd. Natalis de Wailly, Léopold Delisle et Charles Jourdain, t. XXIII, Paris, H. Welter, 1894, p. 439-448. [lire en ligne]

### Sources sigillographiques
- SIGILLA : base numérique des sceaux conservés en France, « Alix d'Eu », sur sigilla.irht.cnrs.fr, Cnrs / IRHT. [lire en ligne]
- Sigillographie du Poitou jusqu'en 1515 : étude d'histoire provinciale sur les institutions, les arts et la civilisation d'après les sceaux, éd. François Eygun, Poitiers, Société des Antiquaires de l'ouest, 1938, no 303, p. 203 & pl. LVI.